# 卢莱语
卢莱语（Lule）是阿根廷北部一种濒危语言。

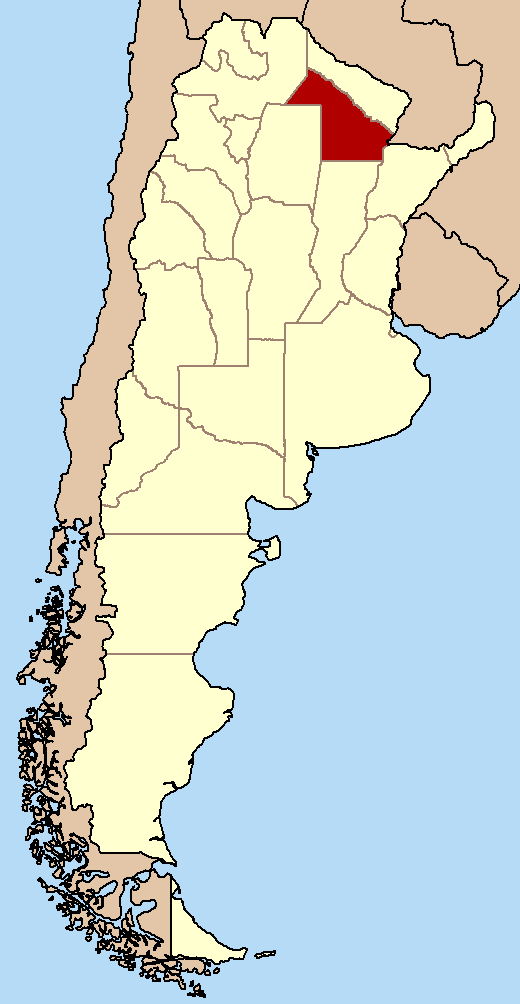
location of Chaco Province, Argentina

卢莱语现在很可能已经灭绝。Campbell (1997)写道，在1981年有份未经确认的报告称卢莱语仍由查科省中东部雷西斯滕西亚的5个家族使用。
仍不清楚与“托诺科特语”是否是同一语言。

## 方言
未经证实的卢莱方言连续体由劳科特卡(1968)归纳。
- 托诺科特 - 曾分布在贝尔梅霍河康塞普西翁附近。
- Isistiné - 曾分布在萨拉多河圣胡安瓦尔布埃纳附近。
- Oristine - 曾分布在萨拉多河圣胡安瓦尔布埃纳附近。
- Toquistiné - 曾分布在萨拉多河米拉弗洛雷斯附近。
- Matará / Amulahí - 曾分布在萨拉多河萨拉多附近。
- Jurí - 曾在圣地亚哥–德尔埃斯特罗省洪多河和萨拉多河流域活动的农业部落的绝迹语言。后裔目前只说克丘亚语方言。

## 语言系属
卢莱语似乎和仍有母语者的比莱拉语有相当远的亲缘关系，形成卢莱–比莱拉语系。考夫曼(1990)发现了这一可能的亲缘关系，并发现了它们和其他南美洲语言的共性。邵宝强在1996–2006年间陆续发布补充证据。Zamponi (2008)和其他作者则认为卢莱语和比莱拉语都是孤立语，相似是因为接触。
有3个自称“卢莱”的不同族群：
- 平原游牧卢莱人，除自己的语言外还说当地通用语——托诺科特语，以及宗教西班牙语。
- 山脚定居卢莱人是三语群落，除本土的加坎语外还使用卢莱语、托诺科特语和克丘亚语 。
- 卢莱-托诺科特人，他们的语言被马乔尼记录。

## 数据
1586年教父阿隆松·巴尔扎纳记录了托诺科特语语法，现已散佚。1732年安东尼奥·马乔尼不知道巴尔扎纳的语法著作，而是自己写了一部卢莱-托诺科特语著作：Arte y vocabulario de la lengua lule y tonocoté(《卢莱人、托诺科特人语言艺术与词汇》)。这是目前最基本的语言研究材料。Métraux (1946)总结卢莱语不同于托诺科特语，且很可能是互不相关的语言，且米拉弗洛雷斯传教团的托诺科特人在马乔尼时代已经改说卢莱语。

马乔尼记录了有元音/a e i o u/和几种辅音的语言。重音在末音节。音节开头和结尾都可以有复辅音：quelpç[kelpts]“我撕”、slimst[slimst]“我擤鼻子”、oalécst[walekst]“我知道”、stuç[stuts]“我扔”。

## 书目
- Campbell, Lyle. (1997). American Indian languages: The historical linguistics of Native America. New York: Oxford University Press. ISBN 0-19-509427-1.
- Kaufman, Terrence. (1990). Language history in South America: What we know and how to know more. In D. L. Payne (Ed.), Amazonian linguistics: Studies in lowland South American languages (pp. 13–67). Austin: University of Texas Press. ISBN 0-292-70414-3.
- Kaufman, Terrence. (1994). The native languages of South America. In C. Mosley & R. E. Asher (Eds.), Atlas of the world's languages (pp. 46–76). London: Routledge.
- Zamponi, Raoul. (2008). Sulla fonologia e la rappresentazione ortografica del lule. In A. Maccioni, Arte y Vocabulario de la lengua Lule y Tonocoté. (pp. xxi–lviii). Ed. by R. Badini, T. Deonette & S. Pineider. Cagliari: Centro di Studi Filologici Sardi. ISBN 978-88-8467-474-6.